# Herbert Kremp

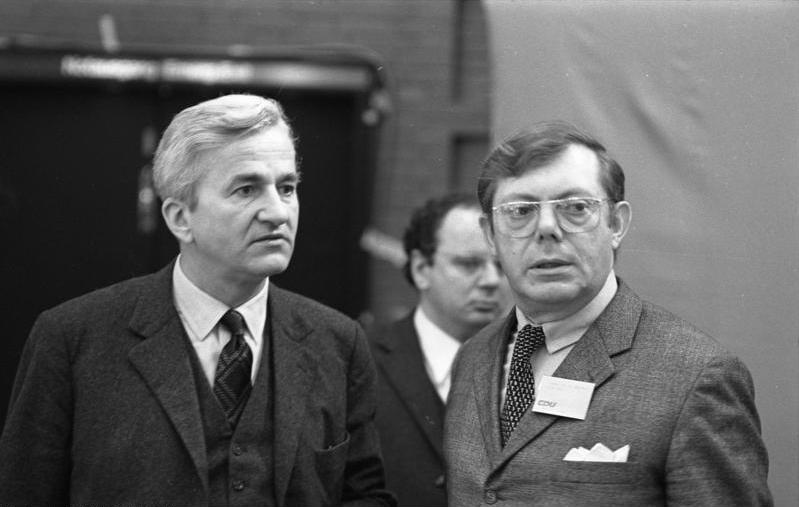
Herbert Kremp mit Richard von Weizsäcker auf dem CDU-Bundesparteitag 1973

Herbert Kremp (* 12. August 1928 in München; † 21. März 2020 in Kleve-Schenkenschanz) war ein deutscher Journalist und Publizist. Er war unter anderem Chefredakteur der Rheinischen Post und der Welt.

## Leben
Kremp wollte eigentlich Pianist werden und nahm dazu bei Friedrich Gulda Unterricht, wurde aber von Franz Schnabel und Arnold J. Toynbee umgestimmt und studierte Staatsrecht, Philosophie und Geschichte an der Universität München. Ab 1948 war er Mitglied der katholischen Studentenverbindung KDStV Tuiskonia München im Cartellverband der katholischen deutschen Studentenverbindungen. 1954 wurde er mit der Arbeit Die Überwindung der Kulturzyklentheorie Spenglers durch die Weltalterlehre der Heidelberger Schule und die Toynbee’sche Lehre von der Filiation der Kulturen über Oswald Spengler, Max Weber und Arnold Toynbee an der Philosophischen Fakultät der Münchener Universität promoviert. Parallel studierte er Nationalökonomie in Frankfurt am Main. Bei der Frankfurter Neuen Presse absolvierte er sein Volontariat und wechselte 1957 auf seine erste Redakteursstelle bei der Rheinischen Post. 1959 wurde Kremp Redakteur bei der Berliner Tageszeitung Der Tag, 1961 Korrespondent der Rheinischen Post in der Bundeshauptstadt Bonn. 1969 wurde er Chefredakteur dieser Zeitung.
In den Jahren 1969 bis 1985 war er dreimal Chefredakteur der Tageszeitung Die Welt, ab 1985 in Nachfolge von Matthias Walden auch ihr Herausgeber. Er war immer wieder in der Welt unterwegs, um die geschichtlichen Ereignisse zu kommentieren, beispielsweise von 1977 bis 1981 als Chefkorrespondent für Die Welt in der Reformperiode Deng Xiaopings in Peking und 1987 in Brüssel als Berichterstatter von EG und NATO.
Kremp pflegte eine Freundschaft mit dem Medienunternehmer Axel Springer.
Herbert Kremp starb im März 2020 im Alter von 91 Jahren.

## Zitate
- „Herbert Kremp ist ein Schreiber, der es liebt, in Stein zu hauen, nicht Ton zu kneten.“ – Claus Jacobi über Herbert Kremp
- „Es ist sein kämpferisches Herz, was wirklich zählt.“ – Claus Jacobi über Herbert Kremp
- „Mir ist in ihm immer ein schreibend Handelnder begegnet, der zunächst immer erst dem Wesen einer Sache nachzugehen pflegt, ehe er aus solcher Vertiefung und aus der Analyse der Lage seine Schlüsse zieht. Erkenntnis ist alles. Immer spricht in Herbert Kremp der Aufklärer – auch in jenem antiken Sinn, der nach Erkennen seiner selber sucht, als Individuum und als Angehöriger dieses ach so schwierigen Vaterlandes Deutschland.“ – Thomas Kielinger in einer Rede zum 65. Geburtstag von Herbert Kremp
- „Wenige Journalisten haben wie Sie die öffentliche Diskussion in unserem Lande beeinflussend mitgeprägt“ – Bundespräsident Karl Carstens über Herbert Kremp bei der Verleihung des Konrad-Adenauer-Preises im Juni 1984

## Schriften
- Morgen Grauen. Von den Anfängen des Zweiten Weltkriegs. Lau-Verlag, Reinbek 2022, ISBN 978-3-95768-232-1.
- Geschichten aus der Mäuseburg: Erzählungen vom Niederrhein. B.o.s.s Druck und Medien, Goch 2008, ISBN 3-933-96986-7, zusammen mit Fritz Poorten.
- Memoiren der Zukunft – Deutschland 2050 – ein Rückblick. BoD, 2003, ISBN 3-8334-0228-8.
- Verantwortung und Klarheit in bedrängter Zeit. Creator-Verlag, Würzburg 1988, ISBN 3-89247-034-0, zusammen mit Florian H. Fleck (Hrsg.).
- Wir brauchen unsere Geschichte – Nachdenken über Deutschland. Ullstein, Berlin 1988, ISBN 3-550-07984-2 (Essayband).
- Kontinent Magazin XIV. Forum für Ost-West-Fragen. Ullstein, Berlin 1983. ISBN 3-548-38010-7, zusammen mit Andrei Dmitrijewitsch Sacharow und Lev Navrozov.
- Die Bambusbrücke: Mein asiatisches Tagebuch. Ullstein Berlin 1983, ISBN 3-550-07926-5.
- Am Ufer des Rubikon –  eine politische Anthropologie. Busse u. Seewald, Herford 1982, ISBN 3-512-00313-3.

## Auszeichnungen
- 1978 Theodor-Wolff-Preis für die Reportage Ein Regentag in Peking
- 1984 Konrad-Adenauer-Preis der Deutschland-Stiftung für Publizistik
- 1988 Bundesverdienstkreuz I. Klasse
- Komturkreuz des Ordens des Finnischen Löwen
- 2003 Theodor-Wolff-Preis für sein journalistisches Lebenswerk